# Rosário do Sul
Rosário do Sul – miasto i gmina w Brazylii, w stanie Rio Grande do Sul. Znajduje się w mezoregionie Sudeste Rio-Grandense i mikroregionie Campanha Central. 
W 1930 roku w miejscowości został wybudowany Dom Polski.